# China Doll
China Doll és una pel·lícula estatunidenca dirigida per Frank Borzage, estrenada l'any 1958.

## Argument
Kunming, capital de Yunnan, al sud-oest de la Xina, no gaire lluny de la frontera amb Birmània, durant la Segona Guerra Mundial. Un pilot nord-americà, el capità Cliff Brandon, es troba, després d'una nit d'embriaguesa, vinculat a Shu-Jen, una xinesa de Chongqing a qui va llogar al seu pare per un període de tres mesos. Després d'intentar desfer-se d'aquesta jove tan devota, decideix tenir paciència i accepta mantenir-la...

## Repartiment
- Victor Mature: Cliff Brandon
- Li Li Hua: Shu-Jen
- Ward Bond: el Pare Cairns
- Bob Mathias: Phil Gates
- Johnny Desmond: Steve Hill
- Stuart Whitman: Dan O'Neill
- Elaine Curtis: Alice Nichols
- Ann McCrea: Mona Perkins
- Danny Chang: Ellington
- Denver Pyle: Coronel Wiley
- Donald Barry: Hal Foster
- Tige Andrews: Carlo Menotti
- Steve Mitchell: Dave Reisner
- Ken Perry: Ernie Fleming
- Ann Paige: Sally